# رد اووک (کارولینای شمالی)
رد اووک (به انگلیسی: Red Oak) شهری در ایالت کارولینای شمالی کشور ایالات متحده آمریکا است که جمعیت آن در سرشماری سال ۲۰۱۰ میلادی، ۳٬۴۳۰ نفر بوده‌است.